# Преньки (Мозырский район)
Преньки (бел. Пранькі) — деревня в Козенском сельсовете Мозырского района Гомельской области Республики Беларусь.

## География

### Расположение
В 0,3 км на северо-запад от Мозыря, от железнодорожной станции Мозырь (на линии Калинковичи — Овруч), 135 км от Гомеля. На берегу реки Припять.

### Гидрография
На реке Припять (приток реки Днепр).

## Транспортная сеть
Транспортные связи по автодорогам, которые отходят от Мозыря. Планировка состоит из бессистемной застройки около просёлочной дороги. Жилые дома деревянные, усадебного типа.

## История
Известна с начала XIX века. В атласе 1800 года значится как хутор около Мозыря. В 1931 году жители вступили в колхоз. Во время Великой Отечественной войны 16 жителей погибли на фронте. Согласно переписи 1959 года в составе колхоза «Родина» (центр — деревня Козенки).

## Население

### Численность
- 2004 год — 58 хозяйств, 125 жителей.

### Динамика
- 1875 год — 4 ревизские души.
- 1925 год — 32 двора.
- 1959 год — 214 жителей (согласно переписи).
- 2004 год — 58 хозяйств, 125 жителей.